# Диарра, Сидики
Сидики Диарра (фр. Sidiki Diarra; 6 января 1952, Бобо-Диуласо — 24 июня 2014, Бобо-Диуласо) — верхневольтский футболист, вратарь; буркинийский тренер.

## Биография
Сидики Диарра родился 6 января 1952 года в городе Бобо-Диуласо во Французской Верхней Вольте (сейчас Буркина-Фасо).
Играл в футбол на позиции вратаря. В 1968—1973 годах выступал в чемпионате Верхней Вольты за «Бобо-Диуласо», в 1973—1975 годах — за ЮС ФРАН, в 1975—1981 годах — за «Силурес». В составе «Силуреса» шесть раз становился чемпионом Верхней Вольты (1975—1980). Также дважды выигрывал Кубок страны — в 1974 году с ЮС ФРАН, в 1981 году — с «Силуресом».
В 1972—1978 годах выступал за сборную Верхней Вольты. В 1978 году участвовал в Кубке африканских наций в Гане.
По окончании игровой карьеры работал тренером. В 2000—2001 и 2007 годах (во второй раз совместно с французом Дидье Ното) возглавлял сборную Буркина-Фасо. Также работал с юношеской и молодёжной сборными страны, буркинийскими «Сонабелем» и ЮСФА, малийской «Джолибой».
Умер 26 июня 2014 года в Бобо-Диулассо из-за последствий левостороннего паралича.

## Достижения

### Командные
ЮС ФРАН
- Обладатель Кубка Верхней Вольты (1): 1974.

«Силурес»
- Чемпион Верхней Вольты (6): 1975, 1976, 1977, 1978, 1979, 1980.
- Обладатель Кубка Верхней Вольты (1): 1981.